# 조철희 (가수)
조철희(1987년 ~)는 대한민국의 가수다. 2016년 EP 《The LAB》으로 데뷔했다.

## 학력
- 서울대학교 대학원 기계항공공학부
- 서울대학교 기계항공공학부

## 방송
- 스타의 친구를 소개합니다 (2009)
- 슈퍼스타K3 (2011) - Top51

## 음반
- The LAB (2016)
- Dial me up (2022)